# Bouckaert (stokerij)
Stokerij Charles Bouckaert was een jeneverstokerij in de Belgische plaats Lotenhulle (Aalter) en bevond zich in de Pittemstraat 20.

## Geschiedenis

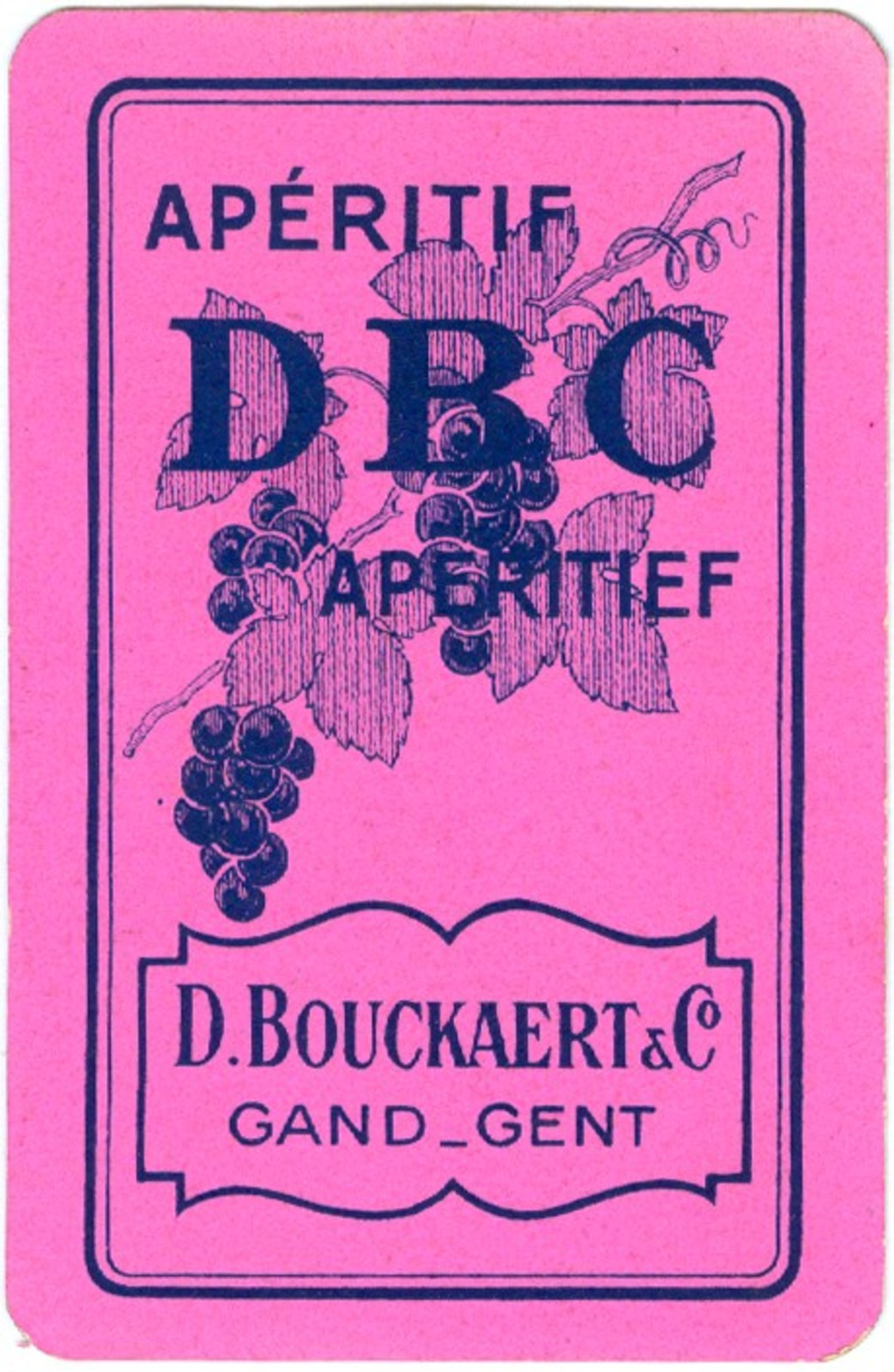
Speelkaart van de stokerij

Charles Bouckaert (1845-1913) startte met zijn jeneverstokerij op het eind van de 19de eeuw en zette de activiteit verder tot aan zijn dood in 1913. Bouckaert was naast jeneverstoker ook burgemeester van Lotenhulle van 1904 tot aan zijn dood in 1913. Daarnaast was hij ook voorzitter en stichter van diverse verenigingen zoals van de melkerijafdeling Lotenhulle, van de geitenbond en van de landbouwcommice Nevele. In Lotenhulle is de Charles Bouckaertstraat naar deze jeneverstoker en burgemeester genoemd.

## Jenever
De jenever van Bouckaert stond destijds bekend als een kwaliteitsproduct en een zeer zuivere jenever. De jenever werd uitgevoerd in het gebied rond Zomergem, Maldegem, Lotenhulle en Grammene en was in alle cafés van Lotenhulle te verkrijgen. Charles voerde zelf met paard en kar zijn jenever uit in heel de streek. De jenever werd verkocht in houten vaten van 10 liter of in flessen. Particulieren konden ook hun lege flessen ter plaatse in de stokerij laten vullen.
Over de bereidingswijze van de jenever zijn geen gegevens bekend.

## Gebouw

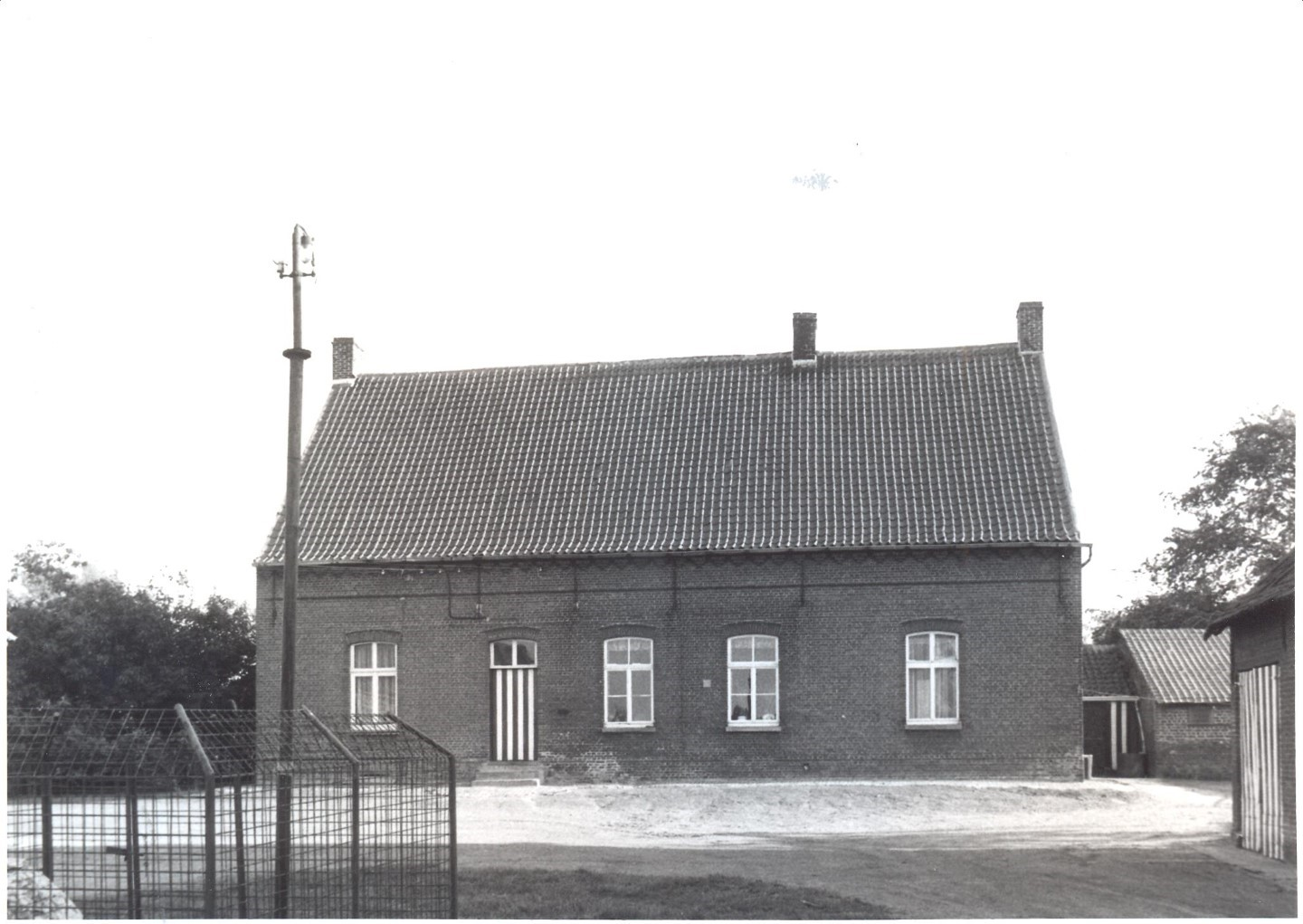
Goed te Pittem

De stokerij was gevestigd in het “Goed te Pittem”. Deze hoeve bestond uit een hoofdgebouw dat dienst deed als woonhuis en twee bijgebouwen, links en rechts achter het hoofdgebouw. De stokerij bevond zich in het linker bijgebouw en bestond uit een opslagruimte, een distilleerkelder en een hoge ronde schouw. Na de dood van Bouckaert en het stopzetten van de stokersactiviteiten, werden de gebouwen eigendom van Oscar Peltijn. Hij bouwde het eerst om tot kippenboerderij en later tot een varkenshouderij. In de jaren 1980 werd het gebouw nog bewoond door landbouwers.